# M'Tioua
M'tioua  (in arabo متيوة‎?) è un centro abitato e comune rurale del Marocco situato nella provincia di Chefchaouen, regione di Tangeri-Tetouan-Al Hoceima. Conta una popolazione di 12 812 abitanti (censimento 2014).